# Murawjowka (obwód amurski)
Murawjowka (ros. Муравьёвка) – wieś w Rosji, w obwodzie amurskim, w rejonie tambowskim. W 2021 liczyła 493 mieszkańców.